# Pseudagrion thenartum
Pseudagrion thenartum – gatunek ważki z rodziny łątkowatych (Coenagrionidae). Występuje w Afryce Środkowej; stwierdzony w Gabonie i Demokratycznej Republice Konga.